# Amalia Louise van Arenberg

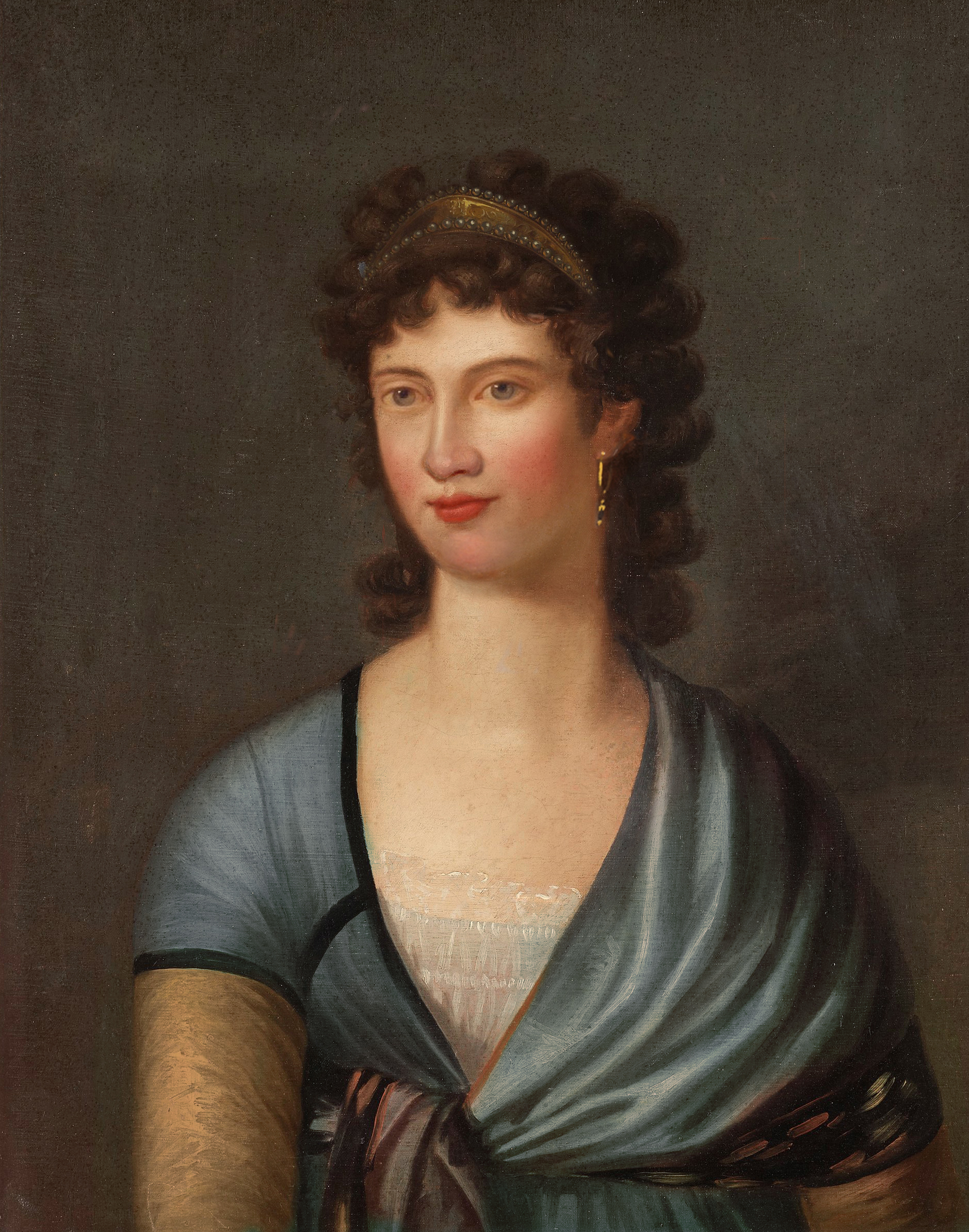
Amalia Louise van Arenberg.

Amalia Louise van Arenberg (Brussel, 10 april 1789 – Bamberg, 4 april 1823) was hertogin in Beieren. Ze behoorde tot het huis Arenberg.

## Levensloop
Amalia Louise was het enige kind van hertog Lodewijk Maria van Arenberg uit diens huwelijk met Marie Adélaïde Julie de Mailly-Nesle, vrouwe van Ivry-sur-Seine.
Op 26 mei 1807 huwde ze in Brussel met hertog Pius August in Beieren (1786-1837), zoon van hertog Willem in Beieren en lid van een nevenlinie van het huis Wittelsbach. Het echtpaar trok naar Bamberg en een jaar nadien beviel Amalia Louise van haar enige zoon Maximiliaan Jozef (1808-1888), de vader van keizerin Elisabeth van Oostenrijk, beter bekend als Sisi.
Amalia Louise en Pius August hadden geen gelukkig huwelijk. Haar echtgenoot was cholerisch en veroorzaakte vaak brutale vechtpartijen. Om die reden werd hun zoon in 1817 door koning Maximiliaan I Jozef van Beieren naar München gestuurd, om er op te groeien in een gezonde omgeving. Amalia Louise zag haar zoon pas drie jaar later, in 1820, terug. Kort na haar tweede bezoek aan München stierf Amalia Louise in april 1823 in Bamberg. Ze werd bijgezet in de crypte van de Abdij van Tegernsee. Haar echtgenoot leidde na haar dood een volledig teruggetrokken leven.